# Hyperbol Kiepert

Hyperbol Kiepert

Đường hyperbol Kiepert là một đường hyperbol chữ nhật đặc biệt trong tam giác. Đường hyperbol Kiepert là quỹ tích các điểm đồng quy trong định lý Kiepert. Đường hyperbol Kiepert đi qua các điểm sau: Trọng tâm, trực tâm, Spieker tâm (tâm đường tròn nội tiếp tam giác trung bình), hai điểm Fermat, hai điểm Napoleon, hai điểm Vecten, điểm Tarry, điểm Brocard, liên hợp đẳng giác của trung điểm Brocard và các điểm có tên sau trong bách khoa toàn thư về các tâm của tam giác 94, 96, 98, 226, 262, 275, 321, 598, 671, 801, 1029, 1131, 1132, 1139, 1140, 1327, 1328, 1446, 1676, 1677, 1751, 1916, 2009, 2010, 2051, 2052, 2394, 2592, 2593, 2671, 2672, 2986, và điểm 2996. 
- Đường hyperbol Kiepert là liên hợp đẳng giác của trục Brocard.
- Tâm đường hyperbol Kiepert được đặt tên là X(115) trong bách khoa toàn thư về các tâm của tam giác.[1]

## Định lý Kiepert
Dựng ra ngoài (hoặc vào trong) trên ba cạnh tam giác ABC các tam giác cân đồng dạng BCA1,CAB1,ABC1 thì các đường thẳng AA1,BB1,CC1 đồng quy và quỹ tích điểm đồng quy này nằm trên đường hyperbol Kiepert.